# Haematosiphon inodorus
Haematosiphon inodorus är en insektsart som först beskrevs av Duges 1892.  Haematosiphon inodorus ingår i släktet Haematosiphon och familjen vägglöss. Inga underarter finns listade i Catalogue of Life.